# Seminole (Teksas)
Seminole – miasto w Stanach Zjednoczonych, w stanie Teksas, w hrabstwie Gaines. W 2010 roku liczyło 6 430 mieszkańców. W Seminole urodzili się znani muzycy country - Larry Gatlin oraz Tanya Tucker.